# Varco Sabino
Varco Sabino település Olaszországban, Lazio régióban, Rieti megyében. Lakosainak száma 171 fő (2023. január 1.). Varco Sabino Castel di Tora, Marcetelli, Pescorocchiano, Petrella Salto, Rocca Sinibalda, Paganico Sabino, Ascrea és Concerviano községekkel határos.

## Népesség
A település lakossága az elmúlt években az alábbi módon változott:
| Lakosok száma | 186  | 172  | 171  |
|               | 2017 | 2018 | 2023 |